# Banda Eva (álbum)
Banda Eva é o álbum de estreia do grupo musical brasileiro Banda Eva, lançado em 1993, pela editora Sony Music.

## Informações
O grande destaque do disco foi o hit "Adeus Bye Bye". Destaque também para o Pot-pourri do EVA, que relembra clássicos do bloco na década de 1980: "Frevo Eva", "Eu Vou No Eva" e "Leva Eu", sendo que as duas últimas voltaram ao ser sucesso ao serem regravadas nos dois primeiros CDs Ao Vivo da banda.
A música "Adeus, Bye Bye" foi um dos grandes sucessos do carnaval de 1994. Descoberta por Maria Bethânia, a música entrou no repertório do concerto soteropolitano da turnê comemorativa de 25 anos de carreira da cantora, o que acabou divulgando o Eva por todo o país.

## Lista de faixas
| N.º | Título                                                                          | Compositor(es)                                                  | Duração |  |
| 1.  | "Adeus, Bye Bye"                                                                | Guiguio Chico Santana Juci Pita                                 | 3:09    |  |
| 2.  | "Tributo ao Apache: Chega Mais / Pomba Branca / Foi Nesse Passo / Bola de Neve" | Nelson Cara Celseo Sant'Anna Paulinho de Camafeu Almir Ferreira | 3:07    |  |
| 3.  | "Minha Galera"                                                                  | Paulinho Andrade                                                | 3:22    |  |
| 4.  | "Tamanco Malandrinho"                                                           | Tom Dito                                                        | 3:29    |  |
| 5.  | "Você Não Está"                                                                 | Andrade                                                         | 3:17    |  |
| 6.  | "Timbaleiro"                                                                    | Tonho Matéria Patricia Gomes Nanny Assis                        | 3:41    |  |
| 7.  | "Iluará"                                                                        | Tatau                                                           | 3:25    |  |
| 8.  | "Torres de Babel"                                                               | Edmundo Carôso Carlos Neto                                      | 4:02    |  |
| 9.  | "Cara do Prazer"                                                                | Carôso Rudnel Monteiro                                          | 3:51    |  |
| 10. | "Pot-pourri do Eva: Frevo Eva / Eu vou no Eva / Leva Eu"                        | Durval Lélys Ricardo Chaves Eduardo Gil Cly Loylie              | 4:08    |  |